# Cassyma undifasciata
Cassyma undifasciata är en fjärilsart som beskrevs av Butler 1892. Cassyma undifasciata ingår i släktet Cassyma och familjen mätare. Inga underarter finns listade i Catalogue of Life.